# Megarthria alpha
Megarthria alpha är en fjärilsart som beskrevs av Heinrich 1956. Megarthria alpha ingår i släktet Megarthria och familjen mott. Inga underarter finns listade i Catalogue of Life.